# 前田昭
前田 昭（まえだ あきら、1956年12月6日 - ）は、埼玉県さいたま市浦和区出身の日本のアニメーターである。血液型はB型。

## 主な作品

### みんなのうた
- ◆は、5分間1曲枠の楽曲（ロングのうた）。
- 1.デキシーワンダーランド / 外山喜雄（1981年6月・7月放送）
- 2.ファット・マ・イズ・クリーニン・ザ・ルーム ～お掃除ママのうた～ / 種ともこ（1986年12月・1987年1月放送）
- 3.いじわる天気 / BaBe（1987年8月・9月放送）
- 4.地球はみんなの大合唱 / 杉並児童合唱団（1988年12月・1989年1月放送）
- 5.ドッテン・チャールストン / ゆうゆ（1990年12月・1991年1月放送）
- 6.世界を結ぼう / サンドラ、森の木児童合唱団（1992年4月・5月放送）
- 7.琥珀の魔法 / EPO（1993年10月・11月放送）
- 8.Go Go!コケコッコー / 中尾隆聖、ひよこ隊（1995年12月・1996年1月放送）
- 9.かざぐるま / 永井みゆき（1996年6月・7月放送）
- 10.大名ぎょうれつ / 田中星児（1996年12月・1997年1月放送）
- 11.雲 / 増田太郎（1997年12月・1998年1月放送）
- 12.月の風船 / 高橋洋子（1998年10月・11月放送）

### CM
- 小林脳行 サニボン・F